# Johann Siegmund zu Lynar

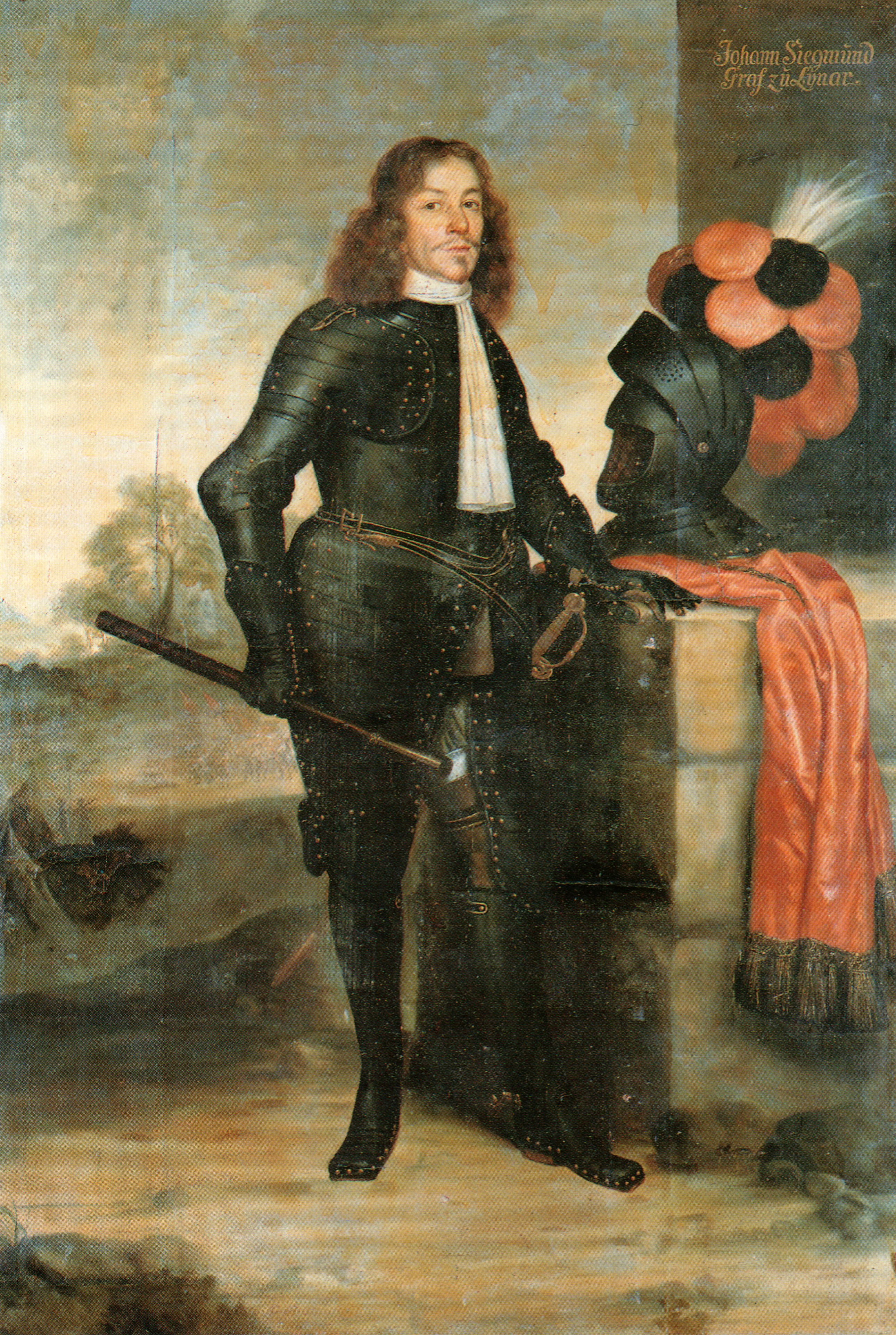
Graf Johann Siegmund zu Lynar, Ölgemälde von Willem van Honthorst, 1660.

Graf Johann Siegmund zu Lynar (* 27. Oktober 1616; † 28. August 1665) war kurbrandenburgischer Geheimrat, Obrist der Infanterie, Kommandant der Stadt Frankfurt an der Oder sowie Landrichter in der Niederlausitz, Landesältester des Kreises Kalau und Herr der Herrschaft Lübbenau und Glinicke.

## Leben
Seine Eltern waren der kurbrandenburgische Geheimrat Johann Kasimir zu Lynar und Elisabeth Distelmeyer Tochter des kurbrandenburgischen Kanzlers Christian Distelmeyer. Der General Rochus zu Lynar war sein Großvater.
Bereits 1621 hatte seine Mutter die Herrschaft Lübbenau und das danebenliegende Glinicke gekauft und später ihrem Sohn übergeben. Um 1650 wurde dort von ihm der letzte Bär erlegt.
Er kämpfte auch im Dreißigjährigen Krieg. Zunächst wurde er als Gesandter an den Hof des Kaisers Ferdinand geschickt und kämpfte dann auf kaiserlicher Seite. So auch 1642 in der Schlacht bei Breitenfeld, wo er mit 23 Wunden bereits unter den Toten lag, bevor man ihn fand.
Er wurde 1659 kurbrandenburgischer Geheimrat und Oberst eines Infanterie-Regiments sowie Kommandant von Frankfurt an der Oder. Sein Regiment war 10 Kompanien stark und lag teilweise in Stendal und teilweise in Frankfurt. Er starb bereits 1665.

### Familie

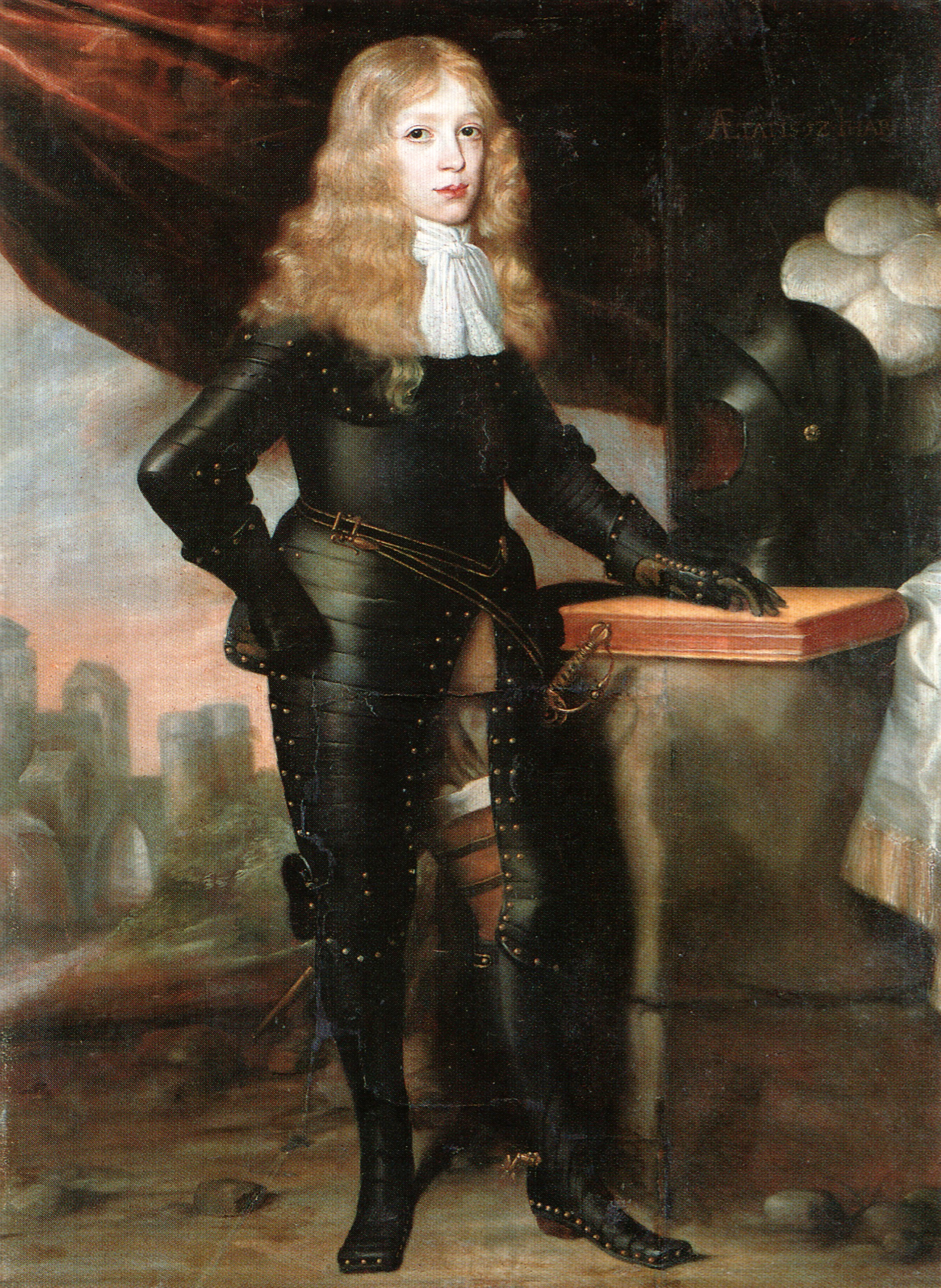
Siegmund Casimir zu Lynar, Ölgemälde von Willem van Honthorst, 1660.

Er war mit Anna Margarethe von Hacke (* 3. April 1616; † 13. April 1664) der Witwe des Generalleutnants Hans Caspar von Klitzing  verheiratet. Das Paar hatte einen Sohn und vier Töchter:
- Siegmund Casimir  (* 17. Mai 1648; † 31. Januar 1686), Graf zu Lynar, Herr der Herrschaften Lübbenau und Glienicke Charlotte ⚭ Freiin Eleonore von Blumenthal (* 6. Januar 1654; † 28. Januar 1720)
- Elisabeth Margaretha (* 18. Juni 1649) ⚭ Joachim Friedrich Schenk von Landsberg (* 1651; † 27. November 1689)
- Christiane Lambertina (* Juni 1651)  ⚭ Levin Joachim von der Schulenburg (* 1637; † 17. Februar 1694)
- Katharina Sophie (* 1652)
- Luisa Gabriela (*  November 1653)